# گونچاروفکا
گونچاروفکا (انگلیسی: Goncharovka) یک شهرک در شهرستان فیودوروفسکی استان باشقیرستان کشور روسیه است.